# Fractie-Nanninga
De fractie-Nanninga (tot 15 februari 2021: fractie-Van Pareren) was van 29 november 2020 tot en met 12 juni 2023 een fractie in de Eerste Kamer.
Op 29 november 2020 stapten de Eerste Kamerleden Bob van Pareren, Toine Beukering, Nicki Pouw-Verweij, Hugo Berkhout en Otto Hermans uit de fractie van Forum voor Democratie (FVD) en gingen gezamenlijk verder. Op 8 december voegde Loek van Wely zich bij hen, gevolgd door Lennart van der Linden op 14 december.
Op 24 december 2020 maakten de leden van de fractie bekend zich aan te sluiten bij JA21, de partij van Joost Eerdmans en Annabel Nanninga.
Op 15 februari 2021 keerde Annabel Nanninga terug in de Eerste Kamer na haar zwangerschapsverlof. Zij werd de nieuwe voorzitter van de fractie, die hierom werd hernoemd naar fractie-Nanninga. Hiermee kwam de fractie op acht zetels, omdat haar tijdelijke vervanger Robert Baljeu aangesloten was bij de fractie-Otten.
Bij de Tweede Kamerverkiezingen van 2021 werd Nicki Pouw-Verweij gekozen als lid van de Tweede Kamer. De vacature werd vervolgens opgevuld vanuit de kandidatenlijst van Forum voor Democratie. Het nieuwe Kamerlid Theo Hiddema sloot zich aan bij de FVD-fractie, tot 31 maart 2022, toen hij ook de partij verliet en deel ging nemen aan de fractie-Frentrop.
Na de Eerste Kamerverkiezingen van 2023 kwam JA21 onder eigen naam in de Eerste Kamer. Van de fractie-Nanninga bleef alleen Nanninga in de Eerste Kamer.